# New Hampshire
För andra betydelser, se New Hampshire (olika betydelser).
New Hampshire är en delstat i nordöstra USA, som ingick i de tretton kolonierna. New Hampshire blev den 9:e delstaten att ansluta sig till unionen 21 juni 1788 efter South Carolina den 23 maj 1788 och före Virginia den 25 juni 1788. Delstaten gränsar till Massachusetts i söder, Vermont i väster, Maine och Atlanten i öster och den kanadensiska provinsen Quebec i norr. Delstaten fick sitt namn efter grevskapet Hampshire i Sydöstra England. New Hampshire är den till ytan 5:e minsta och den 9:e minst folkrika av USA:s 50 delstater. Huvudstad är Concord och den största staden är Manchester.

## Historia
New Hampshire koloniserades av engelsmän i början av 1600-talet, och uppkallades efter det engelska grevskapet Hampshire ("Nya Hampshire"). Efter den amerikanska revolutionen och Förenta Staternas grundande blev New Hampshire den nionde staten som upptogs i unionen, vilket ägde rum 21 juni 1788. Den brukar kallas Granitstaten dels på grund av den omfattande granitbrytning som tidigare ägt rum där (i dag av relativt begränsad betydelse), dels på grund av statens starka anknytning till traditioner. I New Hampshire existerar inga direkta inkomstskatter och statens motto är Lev fritt eller dö.
Sedan 1952 är New Hampshire berömt för att det är här som den amerikanska primärvalscykeln före presidentvalet startar.

## Geografi
Delstaten är belägen längst norr ut i den nordöstra delen av unionen, New England. Den 186 km långa floden Merrimack delar staten mitt itu från norr till söder och den mer än 650 km långa Connecticutfloden är gränsflod mot Vermont. Gränsen mellan New Hampshire och Vermont går där floden har sitt lägsta vattenstånd på Vermont-sidan. Floden hör alltså vid denna gräns i sin helhet till New Hampshire och man har inte gränsen som brukligt är i flodens mitt. Delstaten har den kortaste havskusten av alla kustbelägna delstater i USA, endast 29 km.
I New Hampshire fanns tidigare en berömd bergsformation som man kallade Old Man of the Mountain, som liknade en ansiktsprofil. Formationen som var en ikon för hela delstaten rasade dock samman i maj 2003. 
I bergskedjan White Mountains i de centrala norra delarna av delstaten finns nordöstra USA:s högsta bergstopp Mount Washington. Delstatens smeknamn är "Granite State".
Om höstarna kommer många turister för att titta på delstatens natur.

## Styre och politik
Liksom andra delstater i USA så är delstatsstyret i New Hampshire uppbyggd kring tredelad maktdelning: New Hampshire General Court (tvåkammarsystem med senat och representanthus), New Hampshires guvernör samt New Hampshire Supreme Court.

### Rättsväsende
Delstaten är en av de omkring fyrtio delstater som återinfört dödsstraff sedan detta åter fastslagits som konstitutionellt 1976 och är för närvarande den enda i New England som har straffet, även om ingen avrättning har genomförts sedan 1939.

### Politik
New Hampshire har en viss nyliberal politisk image, vilket kommer till uttryck i statens motto, Live free or die. Ytterligare ett uttryck för denna libertarianism är organisationen Free State Project (FSP), vars mål är att få så många frihetsälskande människor som möjligt att flytta till en och samma delstat, för att på så vis influera delstatens politik i den riktning de önskar. Enligt organisationens informationshemsida är FSP "en överenskommelse bland 20 000 frihetsaktivister att flytta till New Hampshire, där de kommer att utöva den största möjliga praktiska ansträngningen, för skapandet av ett samhälle i vilket statens maximala roll är att skydda människors liv, frihet och egendom". Kring FSP och dess medlemmar har ett flertal angränsande verksamheter startat upp. Exempelvis bedrivs sedan ett flertal år ett dagligt radioprogram vid namn Free Talk Live (FTL), som inte bara sänder i New Hampshire utan även på ett stort antal radiostationer runt om i USA och via Internet. Andra exempel på politiska aktiviteter bland FSP-medlemmar är regelbundna yttringar av civil olydnad, främst i staden Keene dit denna typ av aktivister har sökt sig. New Hampshire torde vara den stat i New England där republikanerna och Libertarianska partiet har det starkaste stödet.
Vid primärval inför presidentvalen är New Hampshire ofta först ut bland samtliga stater att anordna dessa val. Det står i delstatslagen att New Hampshires statssekreterare skall schemalägga primärvalet minst en vecka före liknande val i andra delstater. På senare år startar dock Iowa före New Hampshire, detta genom att Iowa genomför caucus och inte primärval.
I byarna Dixville Notch (Coos County) och Hart's Location (Carroll County), öppnar vallokalerna vid midnatt på dagen för presidentvalet. Eftersom det är tillåtet att offentliggöra resultatet från en valkrets så snart alla registrerade väljare har röstat, är ofta dessa byar först ut med resultat från valet, redan i morgontidningen på valdagen.

## Största städer
De tio största städerna i New Hampshire (2010).
- Manchester - 108 874
- Nashua - 86 837
- Concord - 42 392
- Derry - 33 995
- Rochester - 30 527
- Salem - 29 498
- Dover - 28 775
- Merrimack - 26 558
- Londonderry - 24 975
- Hudson - 24 775

## Mindre orter
- Alton
- Amherst
- Atkinson
- Barnstead
- Bedford
- Belmont
- Berlin
- Bow
- Chester
- Claremont
- Conway
- Deerfield
- Durham
- Derry
- Enfield
- Exeter
- Franklin
- Gilford
- Goffstown
- Hampstead
- Hampton
- Hanover
- Haverhill
- Hinsdale
- Hooksett
- Hopkinton
- Hudson
- Jaffrey
- Keene
- Lebanon
- Littleton
- Londonderry
- Meredith
- Merrimack
- Milford
- Moultonborough
- New Ipswich
- Ossipee
- Pelham
- Pembroke
- Peterborough
- Plymouth
- Portsmouth
- Raymond
- Rindge
- Salem
- Somersworth
- Swanzey
- Wakefield
- Walpole
- Weare
- Winchester
- Windham
- Wolfeboro

## Ekonomi
New Hampshire är en delstat med förhållandevis hög genomsnittlig inkomst per invånare. Den är cirka 33 300 US$ vilket placerar delstaten på sjätte plats i unionen. Delstatens invånare har sina huvudsakliga inkomster från tillverkning av maskiner, elektrisk utrustning samt gummi- och plastprodukter. Även jordbruket och turismen är av betydelse för delstaten. Eftersom delstaten inte har några skatteinkomster från inkomstskatt har den blivit ett populärt bosättningsområde för pendlare, framför allt till Massachusetts. Beskattad är däremot privat egendom.

## Utbildning
New Hampshire är säte för bland annat Dartmouth College, ett Ivy League-universitet beläget i Hanover. Bland övriga college och universitet märks bland annat University of New Hampshire och University of New Hampshire at Manchester.

## Symboler
Delstatens blomma är den lila syrenen och dess träd glasbjörken Betula pubescens.

## Kända personer med anknytning till New Hampshire
| - GG Allin - Josiah Bartlett - Dan Brown, thrillerförfattare - Bill Bryson - Ken Burns - Chris Carpenter - Charlie Davies, fotbollsspelare - Carlton Fisk - Robert Frost - Horace Greeley - Ethel Doris "Granny D" Haddock, politisk aktivist - Donald Hall - Randy Harrison - John Irving, författare (många av hans romaner utspelar sig där) - Dean Kamen, uppfinnare - Maxine Kumin, poet - Christa McAuliffe - Dick och Mac McDonald, skapare av McDonalds | - Grace Metalious - Mandy Moore - P.J. O'Rourke, författare och satiriker - Maxfield Parrish - Jodi Picoult - Franklin Pierce, president - Charles Revson - Augustus Saint-Gaudens - J.D. Salinger, författare - Alan Shepard, konteramiral, astronaut, USA:s förste i rymden - Sarah Silverman, komiker - David Souter, domare i Högsta domstolen - John H. Sununu, republikansk politiker, minister under George Bush Sr - Bob Tewksbury - Steven Tyler - Daniel Webster - John Wentworth, brittisk koloniguvernör |